# Batería de cadmio y plata
Una batería de cadmio y plata es un tipo de batería recargable que utiliza metal de cadmio como terminal negativo, óxido de plata como terminal positivo y un electrolito alcalino a base de agua. Produce alrededor de 1,1 voltios por celda al descargarse, y alrededor de 40 vatios-hora por kilogramo de densidad de energía específica. Una batería de cadmio y plata proporciona más energía que una batería de níquel-cadmio de peso comparable. Tiene una mayor expectativa de ciclo de vida que las baterías de plata-cinc, pero un voltaje terminal más bajo y una menor densidad de energía. Sin embargo, el alto costo de la plata y la toxicidad del cadmio restringen sus aplicaciones. 
Las primeras baterías de cadmio y plata  fueron desarrolladas por Waldemar Jungner alrededor de 1900, quien las usó en un automóvil eléctrico de demostración y cuya compañía fabricó comercialmente las células. Estas células originales tuvieron una vida corta, y no fue hasta 1941 cuando se desarrolló un material separador mejorado para evitar la migración del óxido de plata dentro de la célula. Durante la década de 1950 se produjeron mejoras en el desarrollo de la tecnología, para aprovechar el mejor ciclo de vida del sistema plata-cadmio en comparación con el de plata-zinc. Al igual que otros sistemas de baterías de óxido de plata, las baterías de plata y cadmio tienen un voltaje relativamente plano durante la descarga. Sin embargo, el rendimiento máximo no es tan bueno como en las baterías de plata y zinc. Para preservar la vida útil de las células, pueden enviarse "secas" y el usuario final agrega el electrolito justo antes de su uso. 
El electrodo positivo está hecho de polvo de plata sinterizado pegado en una rejilla de plata como colector de corriente; el óxido de plata puede formarse en un proceso separado o puede formarse en la primera carga de la celda. El electrodo negativo de cadmio está formado por una rejilla pegada. Los electrolitos son soluciones de hidróxido de potasio en agua. Las células están provistas de tapas de ventilación para evitar la reacción del electrolito con el dióxido de carbono del aire. Teóricamente se requieren tan solo dos gramos de plata por cada amperio-hora de capacidad, pero las celdas prácticas requieren entre 3 y 3.5 gramos. Debido a que el voltaje de carga es más alto que el voltaje de descarga, la eficiencia de vatios-hora de una celda de plata-cadmio es de aproximadamente del 70%; la eficiencia en amperios por hora es aproximadamente del 98%. El método de carga recomendado habitual es la carga de corriente constante a una velocidad de 10 a 20 horas (restaurando la capacidad de la batería durante 10 o 20 horas), y corta la carga a 1,6 voltios por celda. Las celdas se fabrican comercialmente con una capacidad de 2 a 2500 amperios-hora, pero a menudo se personalizan para usos particulares. 